# Lodosa
Lodosa – gmina w Hiszpanii, w Nawarze, o powierzchni 45,34 km². W 2011 roku gmina liczyła 4939 mieszkańców.